# مهر و مشتری
مهر و مشتری منظومه‌ای عاشقانه به زبان فارسی و در قالب مثنوی سرودۀ محمد عصار تبریزی است که در سال ۷۷۸ هجری قمری در وزن خسرو و شیرین سروده شده و دارای ۵۱۲۰ بیت است. 
مهر و مشتری داستان عشق میان مهر پسر شاپور پادشاه شهر استخر و مشتری پسر وزیر شاپور است. این دو پسر از نوجوانی به یکدیگر دل می‌بندند و با وجود مصائب فراوانی که عشق آن‌ها برایشان به بار می‌آورد تا پایان عمر بر سر عشق خود می‌مانند.
عبدالرحمن جامی درباره این مثنوی نوشته: «این مرد روی مردم تبریز را سپید کرده. محال است کسی در این بحر سخنی بدین خوبی تواند گفت.»
این مثنوی به زبان ترکی عثمانی نیز ترجمه شده است. شیخ مولانا جمالی هم مثنوی مهر و ماه خود را به سبک مثنوی مهر و مشتری محمد عصارتبریزی سروده است.